# Diócesis de Dáet
La diócesis de Dáet (en latín: Dioecesis Daetiensis, en inglés: Roman Catholic Diocese of Daet y en tagalo: Diyosesis ng Daet) es una circunscripción eclesiástica de la Iglesia católica en Filipinas. Se trata de una diócesis latina, sufragánea de la arquidiócesis de Cáceres, que tiene al obispo Herman Guinto Abcede, R.C.J. como su ordinario desde el 4 de marzo de 2025.

## Territorio y organización

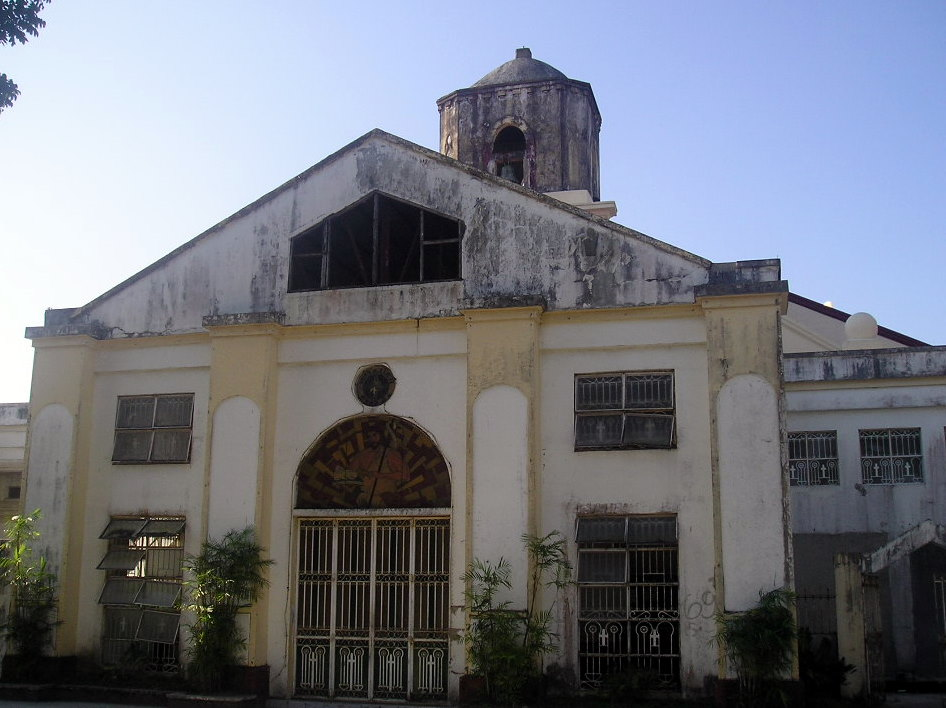
Excatedral de San Juan Bautista

La diócesis tiene 2200 km² y extiende su jurisdicción sobre los fieles católicos de rito latino residentes en la provincia de Camarines Norte de la región de Bicolandia en la isla Luzón. 
La sede de la diócesis se encuentra en la ciudad de Dáet, en donde se halla la Catedral de la Santísima Trinidad y la excatedral de San Juan Bautista.
En 2019 en la diócesis existían 32 parroquias.

## Historia
La diócesis fue erigida el 27 de mayo de 1974 con la bula Requirit maximopere del papa Pablo VI, obteniendo el territorio de la arquidiócesis de Cáceres.
El 29 de noviembre de 1982, con la carta apostólica Sanctos caeli, el papa Juan Pablo II confirmó a san José Obrero como patrono principal de la diócesis.

## Estadísticas
Según el Anuario Pontificio 2020 la diócesis tenía a fines de 2019 un total de 555 700 fieles bautizados.
| Año                                                                             | Población            | Población | Población      | Sacerdotes | Sacerdotes    | Sacerdotes    | Bautizados por sacerdote | Diáconos permanentes | Religiosos | Religiosos | Parroquias |
| Año                                                                             | Bautizados católicos | Total     | % de católicos | Total      | Clero secular | Clero regular | Bautizados por sacerdote | Diáconos permanentes | Varones    | Mujeres    | Parroquias |
| ------------------------------------------------------------------------------- | -------------------- | --------- | -------------- | ---------- | ------------- | ------------- | ------------------------ | -------------------- | ---------- | ---------- | ---------- |
| 1980                                                                            | 261 000              | 296 000   | 88.2           | 22         | 22            |               | 11 863                   |                      | 5          | 8          | 16         |
| 1990                                                                            | 342 608              | 360 640   | 95.0           | 32         | 32            |               | 10 706                   |                      |            | 16         | 17         |
| 1999                                                                            | 448 000              | 485 000   | 92.4           | 36         | 34            | 2             | 12 444                   |                      | 2          | 26         | 20         |
| 2000                                                                            | 450 000              | 490 000   | 91.8           | 43         | 38            | 5             | 10 465                   |                      | 5          | 32         | 20         |
| 2001                                                                            | 453 858              | 470 654   | 96.4           | 45         | 41            | 4             | 10 085                   |                      | 4          | 38         | 22         |
| 2002                                                                            | 458 738              | 477 852   | 96.0           | 42         | 38            | 4             | 10 922                   |                      | 4          | 41         | 22         |
| 2003                                                                            | 443 847              | 485 217   | 91.5           | 52         | 45            | 7             | 8535                     |                      | 7          | 37         | 21         |
| 2004                                                                            | 442 033              | 492 754   | 89.7           | 53         | 46            | 7             | 8340                     |                      | 7          | 37         | 21         |
| 2006                                                                            | 462 607              | 508 360   | 91.0           | 52         | 47            | 5             | 8896                     |                      | 7          | 28         | 24         |
| 2013                                                                            | 549 148              | 587 915   | 93.4           | 62         | 54            | 8             | 8857                     |                      | 37         | 29         | 30         |
| 2016                                                                            | 523 614              | 582 945   | 89.8           | 66         | 54            | 12            | 7933                     |                      | 34         | 32         | 30         |
| 2019                                                                            | 555 700              | 611 600   | 90.9           | 59         | 46            | 13            | 9418                     |                      | 38         | 48         | 32         |
| Fuente: Catholic-Hierarchy, que a su vez toma los datos del Anuario Pontificio. |                      |           |                |            |               |               |                          |                      |            |            |            |

## Episcopologio
- Celestino Rojo Enverga † (27 de mayo de 1974-16 de octubre de 1990 falleció)
- Benjamin de Jesus Almoneda (7 de junio de 1991-4 de abril de 2007 retirado)
- Gilbert Armea Garcera (4 de abril de 2007-2 de febrero de 2017 nombrado arzobispo de Lipá)
- Rex Andrew Clement Alarcon (2 de enero de 2019-22 de febrero de 2024 nombrado arzobispo de Cáceres)
  - Sede vacante, (2024-2025)
- Herman Guinto Abcede, R.C.J., por sucesión el 4 de marzo de 2025